# 진지왕
진지왕(眞智王, ? ~ 579년 8월 24일 (음력 7월 17일), 재위: 576년~579년)은 신라의 제25대 임금이다.
휘는 사륜(舍輪) 또는 금륜(金輪)이다. 법흥왕이 불교를 국교로 정한(528년) 이후 신라의 왕족은 불교식으로 작명을 많이 하였든데, 금륜(金輪) 역시 불법(佛法)으로 통치하는 속세의 이상적인 제왕을 이르는 전륜성왕(轉輪聖王) 중 한 명이다. '사(舍)'와 '금(金)'을 각 각 '쇠'의 음차와 훈차로 해석하여 철륜(鐵輪)을 가리킨다고 보는 견해도 있다. 또한 '輪'을 '돌다'의 새김으로 해석하여 오늘날 흔하게 호칭되는 '쇠돌이'의 연원으로 보기도 한다. 여기서 '도리=公(소벌도리=소벌공)'을 뜻한다.
진흥왕의 차남이나 장남인 형 동륜태자가 일찍 죽었기 때문에 대신 즉위했다. 어머니는 사도왕후(思道王后), 비는 지도부인(知道夫人)이다. 능은 경주(慶州) 영경사(永敬寺) 북쪽에 있다.
폐위된 지 1개월 후인 579년 8월 24일 훙서하였다.

## 치세
즉위와 동시에 이찬 거칠부를 상대등으로 삼아 국정을 맡겼다. 이듬해에는 왕이 직접 신궁에 제사를 드렸다. 재위 3년(578년) 7월에는 남조의 진나라에 사신을 보내 토산물을 바치고 외교 관계를 이어갔다.
백제와는 대결 양상을 이어갔다. 재위 2년인 577년 10월에는 백제가 서쪽 변경을 침입하였다. 이에 왕은 이찬 세종(世宗)을 파견하여 물리치고, 내리서성(內利西城) 등을 쌓아 방비를 굳게 하였다. 그러나 이듬해에는 백제에게 알야산성(閼也山城)을 주었고, 579년 봄에는 백제가 웅현성(熊峴城), 송술성(松述城)을 쌓아 산산성(䔉山城), 마지현성(麻知峴城), 내리서성 등의 길을 끊었다. 그리고 그 해 7월 17일, 왕이 죽고, 시호를 진지(眞智)라 하고 영경사(永敬寺) 북쪽에 장사지냈다.
야사 《삼국유사》에 의하면, 즉위한 지 4년 째 되던 해에 정사가 어지럽고 문란하여 나라 사람들이 그를 폐위하였다. 폐위되기 직전 진지왕은 도화녀(桃花女)를 후궁으로 삼으려 하였으나, 도화녀가 남편이 있다는 이유로 거절하였다. 2년 뒤 도화녀의 남편이 죽자, 진지왕의 혼령이 도화녀에게 나타나 둘이 관계를 맺었고, 도화녀는 이후 비형을 낳았다. 이후 비형은 진평왕 대에 관리로 등용된다.
한편, 위서 논란이 있는 야사 《필사본 화랑세기》에는 미실을 왕후로 만드는 약속을 지키지 않은 것과 국사를 제대로 돌보지 못하였던 것 때문에 미실과 사도태후가 결의하여, 노리부를 앞세워 폐위시켰다고 한다.

## 가계
- 부왕 : 진흥왕(眞興王, 534~576년 재위:540~576)
- 모후 : 사도왕후(思道王后, ? ~614)
  - 형 : 김동륜(金銅輪, ? ~ 572)
  - 동생 : 김구륜(金仇輪)
  - 국왕 : 진지왕(眞智王, ? ~579 재위:576~579)
  - 왕비 : 지도부인(知道夫人)
    - 장남 : 김용춘(金龍春, 579?~646?)
    - 며느리 : 천명공주(天明公主)

  - 후궁 : 도화부인(桃花夫人)
    - 서자 : 비형랑(鼻荊郎,581~ ?)

## 진지왕이 등장하는 작품
- 《연개소문》, SBS, 2006년~2007년 배우:최성준
- 《선덕여왕》, MBC, 2009년~2009년 배우:임호
- 《대왕의 꿈》, MBC, 2012년 ~ 2013년, 배우:손효원
- 《한국사기》(KBS, 2017년~2017년, 배우:허재훈

## 같이 보기
- 고구려
  - 평원왕 (559년 - 590년)
- 백제
  - 위덕왕 (554년 - 598년)

### 내용주
1. ↑  금륜왕(金輪王)ㆍ은륜왕(銀輪王)ㆍ동륜왕(銅輪王)ㆍ철륜왕(鐵輪王)이 있다.

### 참조주
1. 1 2  사도왕후(思道王后)가 아닌 숙명궁주(叔明宮主)가 친어머니라는 설도 있음.
2. ↑  고현아, 《신라 상고기 진흥왕계 왕실의 구축과 정치이념 연구》, 가톨릭대학교 박사학위논문, 2016.
3. ↑  金哲埈, 《新羅 上代社會의 Dual Organization (下)》, 歷史學報 2,  1952. 《韓國古代社會硏究》, 서울大學校出版部 재수록, 1990.
4. ↑  도수희, 《한국 성명의 생성 발달》, 국립국어연구원, 1999, 149쪽.
5. ↑  김부식 (1145). 〈본기 권4 진지왕〉. 《삼국사기》. 元年 以伊湌居柒夫爲上大等 委以國事 (원년 이찬 거칠부를 상대등(上大等)으로 삼아 나라의 일을 맡겼다. )
6. ↑  김부식 (1145). 〈본기 권4 진지왕〉. 《삼국사기》. 二年 春二月 王親祀神宮  (2년(577) 봄 2월에 왕이 몸소 신궁에 제사를 지내고... )
7. ↑  김부식 (1145). 〈본기 권4 진지왕〉. 《삼국사기》. 三年 秋七月 遣使於陳以獻方物  (3년 가을 7월에 진(陳)나라에 사신을 보내 토산물을 바쳤다.)
8. ↑  김부식 (1145). 〈본기 권4 진지왕〉. 《삼국사기》. 二年 ... 冬十月 百濟侵西邊州郡 命伊湌世宗出師 擊破之於一善北 斬獲三千七百級 築內利西城 (2년... 겨울 10월에 백제가 서쪽 변방의 주와 군에 침입하였으므로 이찬 세종(世宗)에게 명하여 군사를 내어 일선군 북쪽에서 쳐서 깨뜨리고 3천7백여 명을 목베었다. 내리서성(內利西城)을 쌓았다. )
9. ↑  김부식 (1145). 〈본기 권4 진지왕〉. 《삼국사기》. 三年... 與百濟閼也山城 (3년...  백제에게 알야산성(閼也山城)을 주었다.  )
10. ↑  김부식 (1145). 〈본기 권4 진지왕〉. 《삼국사기》. 四年 春二月 百濟築熊峴城·松述城 以梗䔉[3]山城·麻知峴城·內利西城之路 秋七月十七日 王薨 諡曰眞智 葬于永敬寺北 (4년 봄 2월에 백제가 웅현성(熊峴城)과 송술성(松述城)을 쌓아 산산성(䔉山城), 마지현성(麻知峴城), 내리서성의 길을 막았다. 가을 7월 17일에 왕이 죽었다. 시호를 진지(眞智)라 하고 영경사(永敬寺) 북쪽에 장사지냈다. )